# Hugo Rendas
Hugo Rendas (Torres Vedras, 22 de Outubro de 1975) é um ator e cantor português. 
Aos 15 anos começou a dançar no Grupo de Danças de Salão de Torres Vedras, no qual integrou o escalão de competição em danças latino-americanas e dois anos mais tarde ingressa no Grupo Amador de Teatro e Variedades do Grémio Artístico Torreense

## Filmografia
- 1996 - “Selecção de Esperanças”, programa de televisão da RTP
- 1996 - “Todos Ao Palco”, programa de televisão de Filipe La Féria para a RTP
- 1995 - “Camaleão Virtual Rock”, programa de televisão de Filipe La Féria para a RTP
- 1996 - “RTP 40 Anos - Saudades do Futuro” programa de televisão de Filipe La Féria para a RTP
- 1997 - “Festival RTP da Canção” programa de televisão de Filipe La Féria para a RTP
- 1997 - “Paris Hotel” de George Feydeau com encenação de Filipe La Féria para a RTP
- 2002 - “Lusitana Paixão” telenovela (participação) para a RTP
- 2006 - “Campo Pequeno de Novo em Grande” programa de televisão com encenação de Filipe La Féria
- 2007 - “Gala das Sete Maravilhas” programa de televisão com encenação de Filipe La Féria
- 2007 - “Os Bastidores de Música no Coração” documentário de Frederico Corado em DVD
- 2010 - “Vintage” curta-metragem de José Azevedo [1]

## Teatro
- 1998 - “Maria Callas – Masterclass”, de Terence McNally com encenação de Filipe La Féria no Teatro Politeama
- 1999 -  “Erikson – Faça-se Ouvir”, encenação de Filipe La Fériaem Santa Mª da Feira, Coliseu dos Recreios de Lisboa e Tróia
- 1999 - “Pierrot a Arlequim”, de Almada Negreiros com encenação de Filipe La Féria no Teatro Politeama
- 2000 - “Rosa Tatuada”, de Tennessee Williams com encenação de Filipe La Féria no Teatro Politeama
- 2000 - “Amar Amália”, de Óscar Branco Digressão por Portugal Continental, Açores e Espanha num total de 330 representações
- 2003 - “Aqui Há Fantasmas!”, de Henrique Santana com encenação de Rita Ribeiro no Teatro Tivoli[2]
- 2005 - “Concerto para Dois – Fernando Curado Ribeiro – O Último Galã”, com encenação de Rita Ribeiro no Forúm Lisboa[3]
- 2006 - “Música no Coração”, com encenação de Filipe La Féria no Teatro Politeama
- 2006 - “O Principezinho”, com encenação de Filipe La Féria no Teatro Politeama
- 2007 - “Jesus Cristo Superstar”, com encenação de Filipe La Féria no Teatro Rivoli e Teatro Politeama
- 2008 - “Um Violino no Telhado”, com encenação de Filipe La Féria no Teatro Rivoli e Teatro Politeama
- 2009 - “A Gaiola das Loucas”, com encenação de Filipe La Féria no Teatro Rivoli e Teatro Politeama
- 2011 - “A Flor do Cacto”, com encenação de Filipe La Féria no Teatro Politeama[4]
- 2011 - “Judy Garland – O Fim do Arco Iris”, com encenação de Filipe La Féria no Teatro Politeama[5] [6]
- 2012 - “Uma Noite em Casa de Amália”, com encenação de Filipe La Féria no Teatro Politeama
- 2015 - Homenagem a Lauro António com encenação de Frederico Corado no Forum Luisa Todi em Setúbal[7]
- 2015 - “Pouco Barulho!”, de Michael Frayn, com encenação de Frederico Corado no Centro Cultural do Cartaxo[8]

## Prémios
Prémios Guia dos Teatros - Prémio Actor Revelação 2007, pelo desempenho em “Música no Coração”, “O Principezinho” e “Jesus Cristo Superstar”.